# Norra Dals kontrakt
Norra Dals kontrakt var ett kontrakt inom Karlstads stift av Svenska kyrkan. 
Kontraktskoden var 0910.

## Administrativ historik
Kontraktet omfattade från 1792 och före 2001
- Steneby församling som 2010 uppgick i Steneby-Tisselskogs församling
- Tisselskogs församling som 2010 uppgick i Steneby-Tisselskogs församling
- Bäcke församling som 2010 uppgick i Bäcke-Ödskölts församling
- Ödskölts församling som 2010 uppgick i Bäcke-Ödskölts församling
- Ärtemarks församling
- Torrskogs församling som 1962 tillförts från Nordmarks kontrakt
- Fröskogs församling som 2006 uppgick i Fröskog-Edsleskogs församling som 2010 uppgick i Åmåls församling
- Edsleskogs församling som 2006 uppgick i Fröskog-Edsleskogs församling som 2010 uppgick i Åmåls församling
- Laxarby församling som 2012 uppgick i Laxarby-Vårviks församling
- Vårviks församling som 1962 tillförts från Nordmarks kontrakt och som 2012 uppgick i Laxarby-Vårviks församling
- Tösse med Tydje församling som 2010 uppgick i Åmåls församling
- Ånimskogs församling som 2010 uppgick i Åmåls församling
- Åmåls stadsförsamling som 1963 uppgick i Åmåls församling
- Åmåls landsförsamling  som 1963 uppgick i Åmåls församling
- Mo församling  som 2010 uppgick i Åmåls församling

2001 tillfördes från då upphörda Västra Dals kontrakt
- Dals-Eds församling
- Nössemarks församling som 2010 uppgick i Dals-Eds församling
- Håbols församling som 2010 uppgick i Dals-Eds församling
- Rölanda församling som 2010 uppgick i Dals-Eds församling
- Gesäters församling som 2010 uppgick i Dals-Eds församling
- Töftedals församling som 2010 uppgick i Dals-Eds församling

Karlstads stift fick den 1 april 2015 ny kontraktsindelning med sex kontrakt. Norra Dals kontrakt lades då samman med Södra Dals kontrakt och bildade Dalslands kontrakt.